# Palliolatella
Palliolatella es un género de foraminífero bentónico de la Subfamilia Ellipsolageninae, de la Familia Ellipsolagenidae, de la Superfamilia Polymorphinoidea, del Suborden Lagenina y del Orden Lagenida. Su especie-tipo es Palliolatella avita. Su rango cronoestratigráfico abarca desde el Campaniense (Cretácico superior) hasta la Actualidad.

## Discusión
Clasificaciones previas incluían Palliolatella en la Superfamilia Nodosarioidea.

## Clasificación
Palliolatella incluye a las siguientes especies:
- Palliolatella albanii
- Palliolatella anfracta
- Palliolatella aradasiformis
- Palliolatella avita
- Palliolatella bermaguiensis
- Palliolatella bradii
- Palliolatella bradyformis
- Palliolatella fasciata
- Palliolatella grossecarinata
- Palliolatella hadrocheilos
- Palliolatella immemora
- Palliolatella neglecta
- Palliolatella palliolata
- Palliolatella parri
- Palliolatella peponisema
- Palliolatella perforata
- Palliolatella quadrirevertens
- Palliolatella variabilis
- Palliolatella variolata

Otras especies consideradas en Palliolatella son:
- Palliolatella lacunata, considerado sinónimo posterior de Cerebrina lacunata
  - Palliolatella lacunata paucialveolata
- Palliolatella orbignyana, considerado sinónimo posterior de Fissurina orbignyana